# 4390 Madreteresa
4390 Madreteresa је астероид главног астероидног појаса чија средња удаљеност од Сунца износи 2,400 астрономских јединица (АЈ).
Апсолутна магнитуда астероида је 13,5.